# نیمه کوستا
نیمه کوستا (پرتغالی: Nyeme Costa؛ زادهٔ ۱۱ اکتبر ۱۹۹۸) بازیکن والیبال زن اهل برزیل است.